# اندرو کلی (بازیکن فوتبال)
اندرو کلی (انگلیسی: Andrew Kelly؛ زادهٔ ۹ ژانویهٔ ۱۹۸۴) بازیکن فوتبال اهل بریتانیا است.